# وصمة وردية
وصمه وردية (بالتايلندية: ตราบาป สีชมพู)‏ هو مسلسل تايلندي رومانسي، درامي عرض عام 2018، تم عرضه على القناة 3، يتكون من 24 حلقة؛ عرضت الحلقة الأولى في 16 نوفمبر 2018، والحلقة الاخيرة في 19 ديسمبر 2018.

## القصة
"كانسدان" فتاة حالمة اعتادت ان ترى العالم من منظور ايجابي حتى تغير عالمها الوردي عندما أصبحت امرأة بونساكورن الرجل الوحيد الذي أحبته والذي قدم لها عرضا بأن تصبح عشيقته ولكن الحب يغلبه وتصبح زوجته الشرعيه ولكن رغبته في الإنتقام ستؤذي علاقتهم فبرغم وجود الحب رغبة الإنتقام ستهدده بالإنتهاء.
"بونساكورن" كان الوريث الوحيد لأبية المليونير والذي يخفي قلب قاسي ومشاعر باردة وراء وسامته والذي أصر دائما على انه لم ولن يكن مشاعر لتلك الفتاة الصغيرة التي وقعت في حبه ووقع في حبها من أول نظره، لكن ذات يوم وجد قلبه يخفق لها رغما عنه وإعترف لنفسه ولها بمشاعره في النهاية في لحظة ضعف وحزن صادقه.
عندما أصبحت كانسدان في مكانة كبيرة لدى والده وأحبها أبيه تماما كإبنة له لانها ابنة السيده الوحيده التي أحبها فهذه السيده كانت حبه الأول والتى ماتت بين زراعيه كزوجته فلقد تزوجها بعد موت والدة بونساكورن وبإستياء يملاء قلبه قرر بونساكورن أن يدير ظهره لعائلته ويرحل ولكن لم يستطيع أن يقطع علاقته بحبيبته الصغيره كانسدان وينمو حبهم لأول مره في بلاد أجنبيه حيث يدرس بونساكورن في الخارج مع أصدقاء الطفولة .
بعد مرور 4 سنوات عاد "بونساكورن" كرجل أعمال جذاب ومنافس لوالده في مجال الأعمال ومع حسره في قلبه حيث أعلن والده تبني كانسدان وبهذه الطريقة سيفقد حب حياته ويجب أن يعتبرها أخته كما يعتبرها العالم ولكن كيف يقنع قلبه الجريح، ولهذا عاد كي ينتقم من الجميع ويستعيد كل شيء وستكون كانسدان هي أول شخص يصب انتقامه عليها لانها خلفت بوعدها وتنكشف حقائق كثيره ستصدمكم.

## بطولة
طاقم التمثيل:
- نواش فوبنتاكسي بدور بيت (بونساكورن)
- Nalinthip Sakulongumpai بدور كيو (كانسدان)
- Gard Pirapob Ardviboonporn بدور كريس(صديق بيت)
- Sirinart Sugandharat بدور تشا (صديقة بيت)
- Build Jakapan Puttha بدور خاثا (صديق بيت)
- Morakot Liu بدور با (صديقة كيو)
- M Apinan Prasertwattanakul بدور ناى (والد بيت)